# Mina San Rafael
La Mina San Rafael es una operación minera de estaño situado en el distrito de Antauta, provincia de Melgar, Región de Puno, Perú a 4500msnm con el punto más alto sobre los 5000 m s. n. m. San Rafael es un tercer mayor productor mundial de estaño que produce actualmente el 12% de estaño del mundo.
San Rafael capacidad de la planta de concentración se estaba expandiendo desde 2.700 a 2.900 toneladas / día durante 2014. Sandvik instalar una trituradora CH440 Sandvik Hydrocone, Gekko Systems instalaron dos Jigs de presión en línea.
Amec Foster Wheeler en 2013 fue el encargado de obtener la aprobación de la segunda enmienda de la evaluación de impacto ambiental para el proyecto de la presa de relaves Bofetal III, que incluye la construcción del depósito de relaves Larancota.  La aprobación fue concedida por el Ministerio de Energía y Minas del Perú el 27 de febrero de 2014 la emisión de la resolución directoral Nº100-2014-MEM / DGAAM.
Desde el año 1977 opera allí la empresa minera Minsur

## Productividad
Los orígenes de su aprovechamiento se remontan a comienzos del siglo XX, cuando Lampa Mining Company era la única minera en la región Puno, trabajando los yacimientos de Santa Bárbara y San Rafael. Varias décadas más tarde, en 1966, se fundó Minsur Sociedad Limitada y desde 1977 operan como Minsur.